# هربرت فرانك
هربرت فرانك (بالألمانية: Herbert Franke)‏ هو مؤرخ ألماني، ولد في 27 سبتمبر 1914 في كولونيا في ألمانيا، وتوفي في 10 يونيو 2011.